# OHL 2016/17
Die OHL-Saison 2016/17 war die 37. Spielzeit der Ontario Hockey League. Die reguläre Saison begann am 21. September 2016 und endete am 21. März 2017 mit dem Gewinn der Hamilton Spectator Trophy durch die Erie Otters. Im Anschluss folgten die Playoffs um den J. Ross Robertson Cup, den am 12. Mai 2017 ebenfalls die Erie Otters errangen.

## Reguläre Saison

### Platzierungen
Abkürzungen: GP = Spiele, W = Siege, L = Niederlagen, OTL = Niederlage nach Overtime, SOL = Niederlage nach Shootout, GF = Erzielte Tore, GA = Gegentore, Pts = Punkte

Erläuterungen:   = Playoff-Qualifikation,  = Division-Sieger,  = Conference-Sieger,  = Hamilton-Spectator-Trophy-Gewinner

#### Eastern Conference
|                        | GP | W  | L  | OTL | SOL | GF  | GA  | Pts |
| ---------------------- | -- | -- | -- | --- | --- | --- | --- | --- |
| Peterborough Petes     | 68 | 42 | 21 | 2   | 3   | 239 | 221 | 89  |
| Mississauga Steelheads | 68 | 34 | 21 | 6   | 7   | 240 | 219 | 81  |
| Oshawa Generals        | 68 | 40 | 23 | 3   | 2   | 228 | 215 | 85  |
| Kingston Frontenacs    | 68 | 33 | 26 | 5   | 4   | 179 | 200 | 75  |
| Hamilton Bulldogs      | 68 | 33 | 27 | 4   | 4   | 238 | 225 | 74  |
| Sudbury Wolves         | 68 | 27 | 34 | 7   | 0   | 207 | 265 | 61  |
| Ottawa 67’s            | 68 | 26 | 34 | 7   | 1   | 221 | 271 | 60  |
| Niagara IceDogs        | 68 | 23 | 35 | 6   | 4   | 207 | 274 | 56  |
| North Bay Battalion    | 68 | 24 | 38 | 4   | 2   | 192 | 261 | 54  |
| Barrie Colts           | 68 | 17 | 44 | 6   | 1   | 192 | 291 | 41  |

#### Western Conference
|                             | GP | W  | L  | OTL | SOL | GF  | GA  | Pts |
| --------------------------- | -- | -- | -- | --- | --- | --- | --- | --- |
| Erie Otters                 | 68 | 50 | 15 | 2   | 1   | 319 | 182 | 103 |
| Owen Sound Attack           | 68 | 49 | 15 | 2   | 2   | 297 | 177 | 102 |
| Sault Ste. Marie Greyhounds | 68 | 48 | 16 | 3   | 1   | 287 | 208 | 100 |
| London Knights              | 68 | 46 | 15 | 3   | 4   | 289 | 194 | 99  |
| Windsor Spitfires           | 68 | 41 | 19 | 5   | 3   | 232 | 185 | 90  |
| Kitchener Rangers           | 68 | 36 | 27 | 3   | 2   | 244 | 251 | 77  |
| Flint Firebirds             | 68 | 32 | 28 | 3   | 5   | 229 | 242 | 72  |
| Sarnia Sting                | 68 | 31 | 30 | 6   | 1   | 257 | 277 | 69  |
| Saginaw Spirit              | 68 | 27 | 32 | 7   | 2   | 204 | 248 | 63  |
| Guelph Storm                | 68 | 21 | 40 | 5   | 2   | 202 | 297 | 49  |

### Beste Scorer
Abkürzungen: GP = Spiele, G = Tore, A = Assists, Pts = Punkte, +/− = Plus/Minus, PIM = Strafminuten; Fett: Bestwert
| Spieler        | Team              | GP | G  | A  | Pts | +/− | PIM |
| -------------- | ----------------- | -- | -- | -- | --- | --- | --- |
| Alex DeBrincat | Erie Otters       | 63 | 65 | 62 | 127 | +60 | 49  |
| Taylor Raddysh | Erie Otters       | 58 | 42 | 67 | 109 | +67 | 37  |
| Adam Mascherin | Kitchener Rangers | 65 | 35 | 65 | 100 | −2  | 20  |
| Petrus Palmu   | Owen Sound Attack | 62 | 40 | 58 | 98  | +31 | 34  |
| Nick Suzuki    | Owen Sound Attack | 65 | 45 | 51 | 96  | +51 | 10  |
| Jordan Kyrou   | Sarnia Sting      | 66 | 30 | 64 | 94  | +5  | 36  |
| Ryan Moore     | Flint Firebirds   | 68 | 39 | 51 | 90  | +11 | 57  |
| Cliff Pu       | London Knights    | 63 | 35 | 51 | 86  | +27 | 36  |
| Kole Sherwood  | Flint Firebirds   | 60 | 33 | 52 | 85  | +13 | 60  |
| Kevin Hancock  | Owen Sound Attack | 68 | 30 | 55 | 85  | +30 | 14  |

### Beste Torhüter
Die kombinierte Tabelle zeigt die jeweils drei besten Torhüter in den Kategorien Gegentorschnitt und Fangquote sowie die jeweils Führenden in den Kategorien Shutouts und Siege.
Abkürzungen: GP = Spiele, Min = Eiszeit (in Minuten), W = Siege, L = Niederlagen, OTL = Overtime/Shootout-Niederlagen, GA = Gegentore, SO = Shutouts, Sv% = gehaltene Schüsse (in %), GAA = Gegentorschnitt; Fett: Bestwert; Sortiert nach Gegentorschnitt. Erfasst werden nur Torhüter mit 1632 absolvierten Spielminuten.
| Spieler          | Team                        | GP | Min  | W  | L  | OTL | GA  | SO | Sv%  | GAA  |
| ---------------- | --------------------------- | -- | ---- | -- | -- | --- | --- | -- | ---- | ---- |
| Michael McNiven  | Owen Sound Attack           | 54 | 3184 | 41 | 9  | 4   | 122 | 6  | 91,5 | 2,30 |
| Michael DiPietro | Windsor Spitfires           | 51 | 2935 | 30 | 12 | 6   | 115 | 6  | 91,7 | 2,35 |
| Troy Timpano     | Erie Otters                 | 44 | 2559 | 36 | 8  | 0   | 101 | 4  | 90,1 | 2,37 |
| Tyler Parsons    | London Knights              | 34 | 2000 | 23 | 6  | 5   | 79  | 4  | 92,5 | 2,37 |
| Matthew Villalta | Sault Ste. Marie Greyhounds | 33 | 1795 | 25 | 3  | 0   | 72  | 1  | 91,8 | 2,41 |
| Jeremy Helvig    | Kingston Frontenacs         | 59 | 3446 | 29 | 22 | 7   | 156 | 6  | 90,7 | 2,72 |

## Playoffs

### Playoff-Baum
|  | Conference-Viertelfinale                              | Conference-Viertelfinale | Conference-Viertelfinale |                    | Conference-Halbfinale       | Conference-Halbfinale | Conference-Halbfinale |                        |             | Conference-Finale | Conference-Finale | Conference-Finale |  |  | J.-Ross-Robertson-Cup-Finale | J.-Ross-Robertson-Cup-Finale | J.-Ross-Robertson-Cup-Finale |
|  |                                                       |                          |                          |                    |                             |                       |                       |                        |             |                   |                   |                   |  |  |                              |                              |                              |
|  | 1                                                     | Peterborough Petes       | 4                        |                    | 1                           | Peterborough Petes    | 4                     |                        |             |                   |                   |                   |  |  |                              |                              |                              |
|  | 8                                                     | Niagara IceDogs          | 0                        | 4                  | Kingston Frontenacs         | 0                     |                       |                        |             |                   |                   |                   |  |  |                              |                              |                              |
|  |                                                       |                          |                          |                    |                             |                       |                       |                        |             |                   |                   |                   |  |  |                              |                              |                              |
|  | 2                                                     | Mississauga Steelheads   | 4                        | Eastern Conference | Eastern Conference          | Eastern Conference    |                       |                        |             |                   |                   |                   |  |  |                              |                              |                              |
|  | 7                                                     | Ottawa 67’s              | 2                        |                    |                             |                       |                       |                        |             |                   |                   |                   |  |  |                              |                              |                              |
|  | 7                                                     | Ottawa 67’s              | 2                        | 1                  | Peterborough Petes          | 0                     |                       |                        |             |                   |                   |                   |  |  |                              |                              |                              |
|  |                                                       |                          |                          | 1                  | Peterborough Petes          | 0                     |                       |                        |             |                   |                   |                   |  |  |                              |                              |                              |
|  |                                                       | 2                        | Mississauga Steelheads   | 4                  |                             |                       |                       |                        |             |                   |                   |                   |  |  |                              |                              |                              |
|  | 3                                                     | 2                        | Mississauga Steelheads   | 4                  | Oshawa Generals             | 4                     |                       |                        |             |                   |                   |                   |  |  |                              |                              |                              |
|  | 3                                                     |                          |                          |                    | Oshawa Generals             | 4                     |                       |                        |             |                   |                   |                   |  |  |                              |                              |                              |
|  | 6                                                     | Sudbury Wolves           | 2                        |                    |                             |                       |                       |                        |             |                   |                   |                   |  |  |                              |                              |                              |
|  |                                                       |                          |                          |                    |                             |                       |                       |                        |             |                   |                   |                   |  |  |                              |                              |                              |
|  | 4                                                     | Kingston Frontenacs      | 4                        | 2                  | Mississauga Steelheads      | 4                     |                       |                        |             |                   |                   |                   |  |  |                              |                              |                              |
|  | 5                                                     | Hamilton Bulldogs        | 3                        | 3                  | Oshawa Generals             | 1                     |                       |                        |             |                   |                   |                   |  |  |                              |                              |                              |
|  | 5                                                     | Hamilton Bulldogs        | 3                        | 3                  | Oshawa Generals             | 1                     | E2                    | Mississauga Steelheads | 1           |                   |                   |                   |  |  |                              |                              |                              |
|  | (Die Teams werden nach der ersten Runde neu gesetzt.) |                          |                          |                    |                             |                       | E2                    | Mississauga Steelheads | 1           |                   |                   |                   |  |  |                              |                              |                              |
|  |                                                       | W1                       | Erie Otters              | 4                  |                             |                       |                       |                        |             |                   |                   |                   |  |  |                              |                              |                              |
|  | 1                                                     | W1                       | Erie Otters              | 4                  | Erie Otters                 | 4                     |                       | 1                      | Erie Otters | 4                 |                   |                   |  |  |                              |                              |                              |
|  | 1                                                     |                          |                          |                    | Erie Otters                 | 4                     |                       | 1                      | Erie Otters | 4                 |                   |                   |  |  |                              |                              |                              |
|  | 8                                                     | Sarnia Sting             | 0                        | 4                  | London Knights              | 3                     |                       |                        |             |                   |                   |                   |  |  |                              |                              |                              |
|  |                                                       |                          |                          |                    |                             |                       |                       |                        |             |                   |                   |                   |  |  |                              |                              |                              |
|  | 2                                                     | S. S. M. Greyhounds      | 4                        |                    |                             |                       |                       |                        |             |                   |                   |                   |  |  |                              |                              |                              |
|  | 7                                                     | Flint Firebirds          | 1                        |                    |                             |                       |                       |                        |             |                   |                   |                   |  |  |                              |                              |                              |
|  | 7                                                     | Flint Firebirds          | 1                        | 1                  | Erie Otters                 | 4                     |                       |                        |             |                   |                   |                   |  |  |                              |                              |                              |
|  |                                                       |                          |                          | 1                  | Erie Otters                 | 4                     |                       |                        |             |                   |                   |                   |  |  |                              |                              |                              |
|  |                                                       | 3                        | Owen Sound Attack        | 2                  |                             |                       |                       |                        |             |                   |                   |                   |  |  |                              |                              |                              |
|  | 3                                                     | 3                        | Owen Sound Attack        | 2                  | Owen Sound Attack           | 4                     |                       |                        |             |                   |                   |                   |  |  |                              |                              |                              |
|  | 3                                                     |                          |                          |                    | Owen Sound Attack           | 4                     |                       |                        |             |                   |                   |                   |  |  |                              |                              |                              |
|  | 6                                                     | Kitchener Rangers        | 1                        | Western Conference | Western Conference          | Western Conference    |                       |                        |             |                   |                   |                   |  |  |                              |                              |                              |
|  |                                                       |                          |                          |                    |                             |                       |                       |                        |             |                   |                   |                   |  |  |                              |                              |                              |
|  | 4                                                     | London Knights           | 4                        | 2                  | Sault Ste. Marie Greyhounds | 2                     |                       |                        |             |                   |                   |                   |  |  |                              |                              |                              |
|  | 5                                                     | Windsor Spitfires        | 3                        | 3                  | Owen Sound Attack           | 4                     |                       |                        |             |                   |                   |                   |  |  |                              |                              |                              |

### J.-Ross-Robertson-Cup-Sieger
| J.-Ross-Robertson-Cup-Sieger: Erie Otters | Torhüter: Joseph Murdaca, Troy Timpano Verteidiger: Mitchell Byrne, Erik Černák, T. J. Fergus, Owen Headrick, Cameron Lizotte, Darren Raddysh, Jordan Sambrook, Josh Wainman Angreifer: Anthony Cirelli, Alex DeBrincat, Patrick Fellows, Warren Foegele, Christian Girhiny, Haydn Hopkins, Ivan Lodnia, Kyle Maksimovich, Kyle Pettit, German Poddubny, Taylor Raddysh, Cade Robinson, Dylan Strome Cheftrainer: Kris Knoblauch |

### Beste Scorer
Abkürzungen: GP = Spiele, G = Tore, A = Assists, Pts = Punkte, +/− = Plus/Minus, PIM = Strafminuten; Fett: Bestwert
| Spieler         | Team                   | GP | G  | A  | Pts | +/− | PIM |
| --------------- | ---------------------- | -- | -- | -- | --- | --- | --- |
| Alex DeBrincat  | Erie Otters            | 22 | 13 | 25 | 38  | +11 | 10  |
| Dylan Strome    | Erie Otters            | 22 | 14 | 20 | 34  | +10 | 14  |
| Anthony Cirelli | Erie Otters            | 22 | 15 | 16 | 31  | +18 | 4   |
| Taylor Raddysh  | Erie Otters            | 22 | 12 | 19 | 31  | +16 | 18  |
| Michael McLeod  | Mississauga Steelheads | 20 | 11 | 16 | 27  | +17 | 19  |
| Warren Foegele  | Erie Otters            | 22 | 13 | 13 | 26  | +12 | 25  |
| Spencer Watson  | Mississauga Steelheads | 20 | 15 | 10 | 25  | +16 | 14  |
| Nick Suzuki     | Owen Sound Attack      | 17 | 8  | 15 | 23  | +7  | 10  |
| Darren Raddysh  | Erie Otters            | 22 | 8  | 14 | 22  | +14 | 14  |
| Petrus Palmu    | Owen Sound Attack      | 17 | 13 | 8  | 21  | −2  | 6   |

### Beste Torhüter
Die kombinierte Tabelle zeigt die jeweils drei besten Torhüter in den Kategorien Gegentorschnitt und Fangquote sowie die jeweils Führenden in den Kategorien Shutouts und Siege.
Abkürzungen: GP = Spiele, Min = Eiszeit (in Minuten), W = Siege, L = Niederlagen, OTL = Overtime/Shootout-Niederlagen, GA = Gegentore, SO = Shutouts, Sv% = gehaltene Schüsse (in %), GAA = Gegentorschnitt; Fett: Bestwert; Sortiert nach Gegentorschnitt.
Erfasst werden nur Torhüter mit 222 absolvierten Spielminuten.
| Spieler           | Team                        | GP | Min  | W  | L | OTL | GA | SO | Sv%  | GAA  |
| ----------------- | --------------------------- | -- | ---- | -- | - | --- | -- | -- | ---- | ---- |
| Joseph Raaymakers | Sault Ste. Marie Greyhounds | 10 | 554  | 5  | 4 | 0   | 18 | 0  | 94,2 | 1,95 |
| Matthew Mancina   | Mississauga Steelheads      | 14 | 867  | 9  | 4 | 1   | 33 | 2  | 91,8 | 2,28 |
| Michael DiPietro  | Windsor Spitfires           | 7  | 436  | 3  | 4 | 0   | 18 | 0  | 91,7 | 2,48 |
| Dylan Wells       | Peterborough Petes          | 12 | 764  | 8  | 3 | 1   | 32 | 0  | 93,0 | 2,51 |
| Tyler Parsons     | London Knights              | 14 | 870  | 7  | 4 | 3   | 39 | 1  | 92,2 | 2,69 |
| Troy Timpano      | Erie Otters                 | 20 | 1121 | 13 | 4 | 1   | 51 | 0  | 89,5 | 2,73 |
| Michael McNiven   | Owen Sound Attack           | 17 | 992  | 10 | 7 | 0   | 46 | 2  | 90,8 | 2,78 |

## Auszeichnungen

### All-Star-Teams
| First All-Star-Team |                                                |
| Angriff:            | Adam Mascherin – Dylan Strome – Alex DeBrincat |
| Verteidigung:       | Santino Centorame – Darren Raddysh             |
| Tor:                | Michael McNiven                                |
| Trainer:            | Ryan McGill                                    |

| Second All-Star-Team |                                              |
| Angriff:             | Jonah Gadjovich – Nick Suzuki – Petrus Palmu |
| Verteidigung:        | Ryan Mantha – Michail Sergatschow            |
| Tor:                 | Tyler Parsons                                |
| Trainer:             | Kris Knoblauch                               |

| Third All-Star-Team |                                           |
| Angriff:            | Kevin Hancock – Cliff Pu – Taylor Raddysh |
| Verteidigung:       | Filip Hronek – Olli Juolevi               |
| Tor:                | Michael DiPietro                          |
| Trainer:            | Drew Bannister                            |

### All-Rookie-Teams
| First All-Rookie-Team |                                           |
| Angriff:              | Linus Nyman – Allan McShane – Akil Thomas |
| Verteidigung:         | Ryan Merkley – Eemeli Räsänen             |
| Tor:                  | Jacob Ingham                              |

| Second All-Rookie-Team |                                               |
| Angriff:               | Alex Formenton – Adam Ružička – Greg Meireles |
| Verteidigung:          | Owen Lalonde – Giovanni Vallati               |
| Tor:                   | Matthew Villalta                              |

### Vergebene Trophäen
| Auszeichnung                                  | Auszeichnung                  | Team                        |
| --------------------------------------------- | ----------------------------- | --------------------------- |
| J. Ross Robertson Cup                         | J. Ross Robertson Cup         | Erie Otters                 |
| Hamilton Spectator Trophy                     | Hamilton Spectator Trophy     | Erie Otters                 |
| Bobby Orr Trophy                              | Bobby Orr Trophy              | Mississauga Steelheads      |
| Wayne Gretzky Trophy                          | Wayne Gretzky Trophy          | Erie Otters                 |
| Emms Trophy                                   | Emms Trophy                   | Mississauga Steelheads      |
| Leyden Trophy                                 | Leyden Trophy                 | Peterborough Petes          |
| Holody Trophy                                 | Holody Trophy                 | Erie Otters                 |
| Bumbacco Trophy                               | Bumbacco Trophy               | Sault Ste. Marie Greyhounds |
| Auszeichnung                                  | Spieler                       | Team                        |
| Red Tilson Trophy                             | Alex DeBrincat                | Erie Otters                 |
| Eddie Powers Memorial Trophy                  | Alex DeBrincat                | Erie Otters                 |
| Matt Leyden Trophy                            | Ryan McGill                   | Owen Sound Attack           |
| Jim Mahon Memorial Trophy                     | Alex DeBrincat                | Erie Otters                 |
| Max Kaminsky Trophy                           | Darren Raddysh                | Erie Otters                 |
| OHL Goaltender of the Year                    | Michael McNiven               | Owen Sound Attack           |
| Jack Ferguson Award                           | Ryan Suzuki                   | Barrie Colts                |
| Dave Pinkney Trophy                           | Michael McNiven Emanuel Vella | Owen Sound Attack           |
| Emms Family Award                             | Ryan Merkley                  | Guelph Storm                |
| F. W. „Dinty“ Moore Trophy                    | Matthew Villalta              | Sault Ste. Marie Greyhounds |
| Dan Snyder Memorial Trophy                    | Garrett McFadden              | Guelph Storm                |
| William Hanley Trophy                         | Nick Suzuki                   | Owen Sound Attack           |
| Leo Lalonde Memorial Trophy                   | Darren Raddysh                | Erie Otters                 |
| Bobby Smith Trophy                            | Sasha Chmelevski              | Ottawa 67’s                 |
| Roger Neilson Memorial Award                  | Stephen Gibson                | Mississauga Steelheads      |
| Ivan Tennant Memorial Award                   | Quinn Hanna                   | Guelph Storm                |
| Mickey Renaud Captain’s Trophy                | Alex Peters                   | Flint Firebirds             |
| Wayne Gretzky 99 Award                        | Warren Foegele                | Erie Otters                 |
| Ken Bodendistel Character Award for Officials | Joe Celestin                  |                             |